# Whitney Museum of American Art
The Whitney Museum of American Art, ofte kaldet "the Whitney", er et kunstmuseum i New York City. Museet har en af de vigtigste samlinger af amerikansk kunst fra det 20. århundrede. Whitneys permanente samling har mere end 18.000 værker i forskellige medier. På museet fokuseres der på at fremvise nulevende kunstneres værker samt at have en stor samling af kunst fra den første halvdel af det 20. århundrede.
- Wikimedia Commons har flere filer relateret til Whitney Museum of American Art

40°44′23″N 74°00′32″V / 40.7396°N 74.0089°V